# پائولو روورسی
پائولو روورسی (ایتالیایی: Paolo Roversi؛ زادهٔ ۱ ژانویه ۱۹۴۷) عکاس مد ساکن کشور فرانسه است. وی که اصالت ایتالیایی دارد در سال ۱۹۴۷ در شهر راونا زاده شد. وی از دوران کودکی به هنر عکاسی علاقمند بود.